# 巴马繐唇鲃
巴马繐唇鲃又名巴馬穗唇魮、巴馬擬纓魚（学名：Crossocheilus bamaensis）为鲤科繐唇鲃属的鱼类，俗名巴马油鱼。在中国，分布于西江上游的红水河和都江等。该物种的模式产地在巴马县甲篆公社盘阳河、天峨县红水河。

## 扩展阅读
維基物種上的相關：巴马繐唇鲃